# Selters (Taunus)
Selters (Taunus) – miejscowość i gmina w Niemczech, w kraju związkowym Hesja, w rejencji Gießen, w powiecie Limburg-Weilburg.
W Selters znajduje się Środkowoeuropejskie Biuro Oddziału Świadków Jehowy, w którym pracuje około 1000 ochotników.